# Euneomys chinchilloides
El ratón chinchilla o ratón chinchilla de la Patagonia (Euneomys chinchilloides) es una especie de roedor miomorfo de la familia Cricetidae. Suele encontrarse en Argentina y Chile.